# Dirk Hafemeister
Dirk Hafemeister (Berlim, 17 de abril de 1958 – 31 de agosto de 2017) foi um ginete de elite alemão,especialista em saltos, bicampeão olímpico.

## Carreira
Dirk Hafemeister representou seu país nos Jogos Olímpicos de 1988, na qual conquistou a medalha de ouro nos saltos por equipes.